# Heilanstalt Strecknitz
Die Heilanstalt Strecknitz war eine Psychiatrische Klinik in der Hansestadt Lübeck. Sie wurde vor dem Ersten Weltkrieg eingerichtet und bestand bis in die Zeit des Nationalsozialismus.

## Vorgeschichte der Psychiatrie in Lübeck

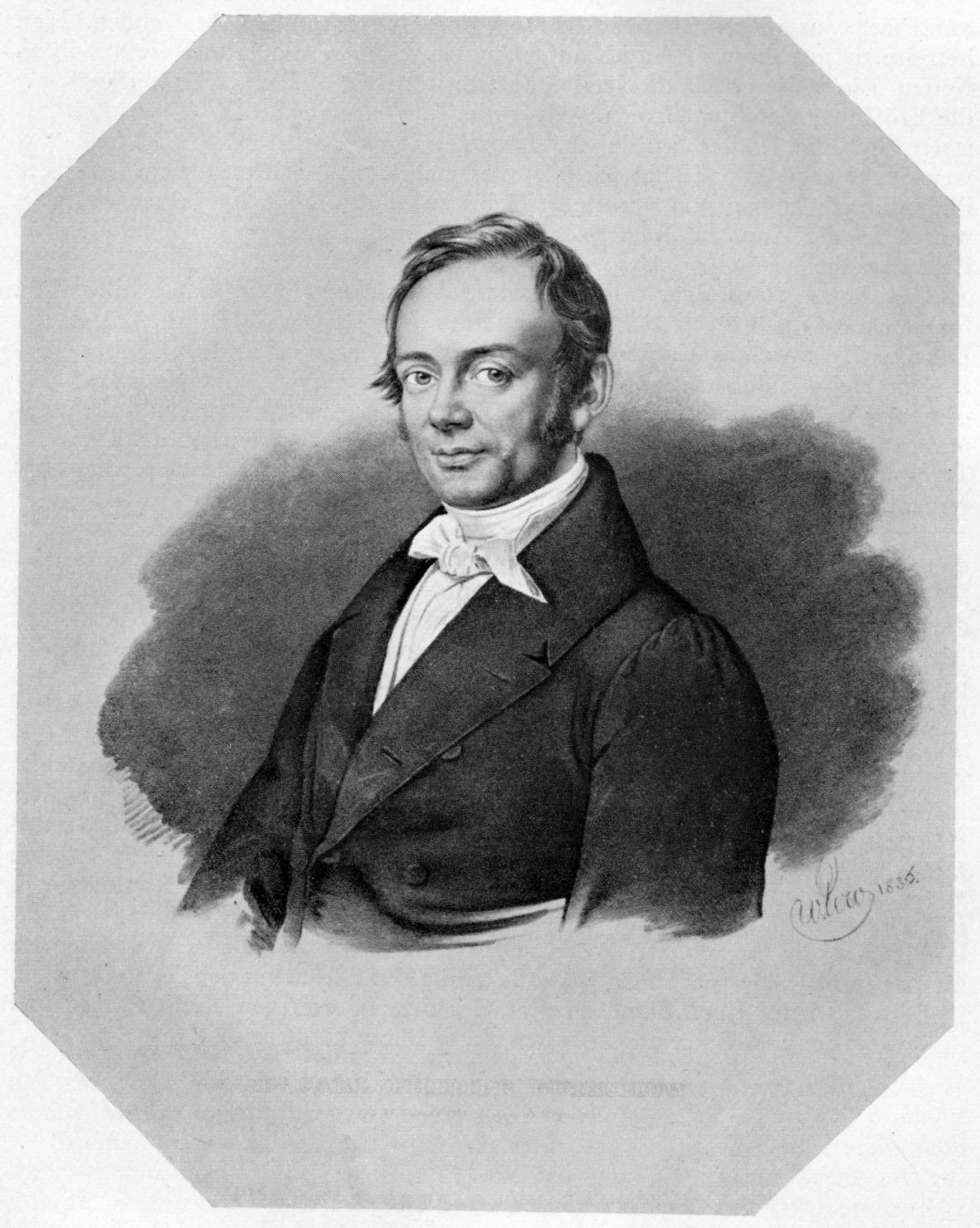
Carl Philipp Gütschow

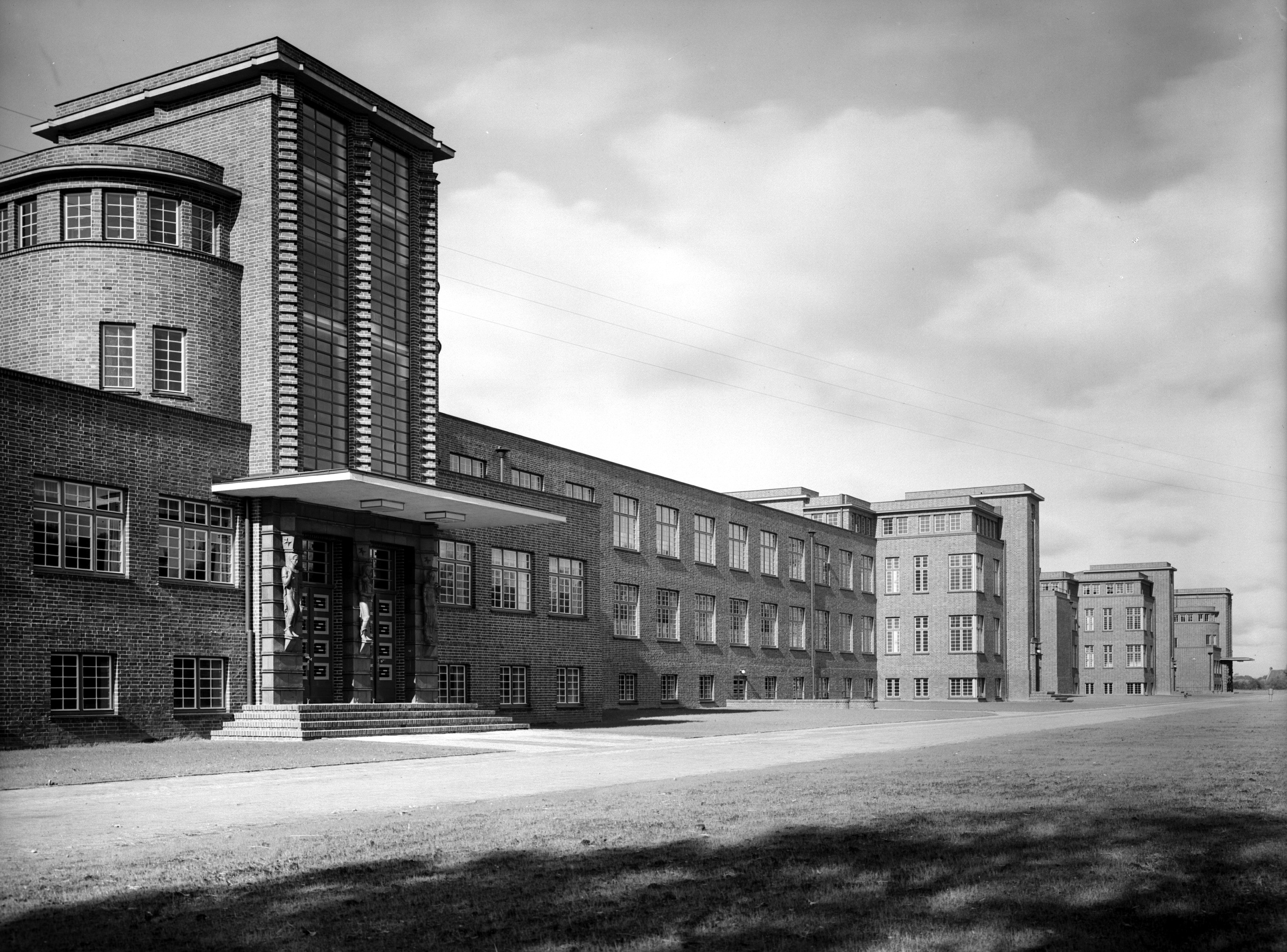
Die Heilanstalt in den 1920er Jahren

Im Mittelalter wurden psychiatrisch Kranke vor dem Burgtor und dem Mühlentor außerhalb der Lübecker Stadtbefestigung in gegen das Wetter ungeschützten „Tollkisten“ verwahrt. Der Lübecker Ratsschreiber Peter Monnik setzte sich 1479 für die Unterbringung in einem der inneren Türme des Mühlentores der Lübecker Stadtbefestigung ein. Erstmals 1601 errichtete der Rat der Stadt beim Siechenhaus St. Jürgen ein Tollhaus, mit Zellen, in denen die Insassen städtisch verpflegt wurden.
Erst im Zuge der Aufklärung setzte sich im 18. Jahrhundert ein Verständnis für eine menschenwürdige Verwahrung bei geistlichem Beistand durch und es kam in Lübeck im Jahr 1788 zum Bau einer Irrenanstalt in der Wakenitzstraße, die sich aus bürgerlichem Engagement und Spenden erhielt. Zu Beginn des 19. Jahrhunderts kam etwa ab 1815 auch das Verständnis für eine Behandlungsbedürftigkeit der Insassen hinzu und der Lübecker Mediziner Carl Philipp Gütschow (1794–1838) wurde 1819 zum Vertragsarzt der Einrichtung bestellt. Unter seinem Nachfolger Bernhard Georg Eschenburg (1811–1886) konnte erstmals von einem psychiatrischen Krankenhaus im modernen Sinne gesprochen werden, das 1858 dann vom Lübeckischen Staat als Träger übernommen wurde und bis zur Eröffnung der neuen Heilanstalt Strecknitz durch deren ärztliche Leiter Oskar Wattenberg und Johannes Enge Bestand hatte.

## Heilanstalt Strecknitz

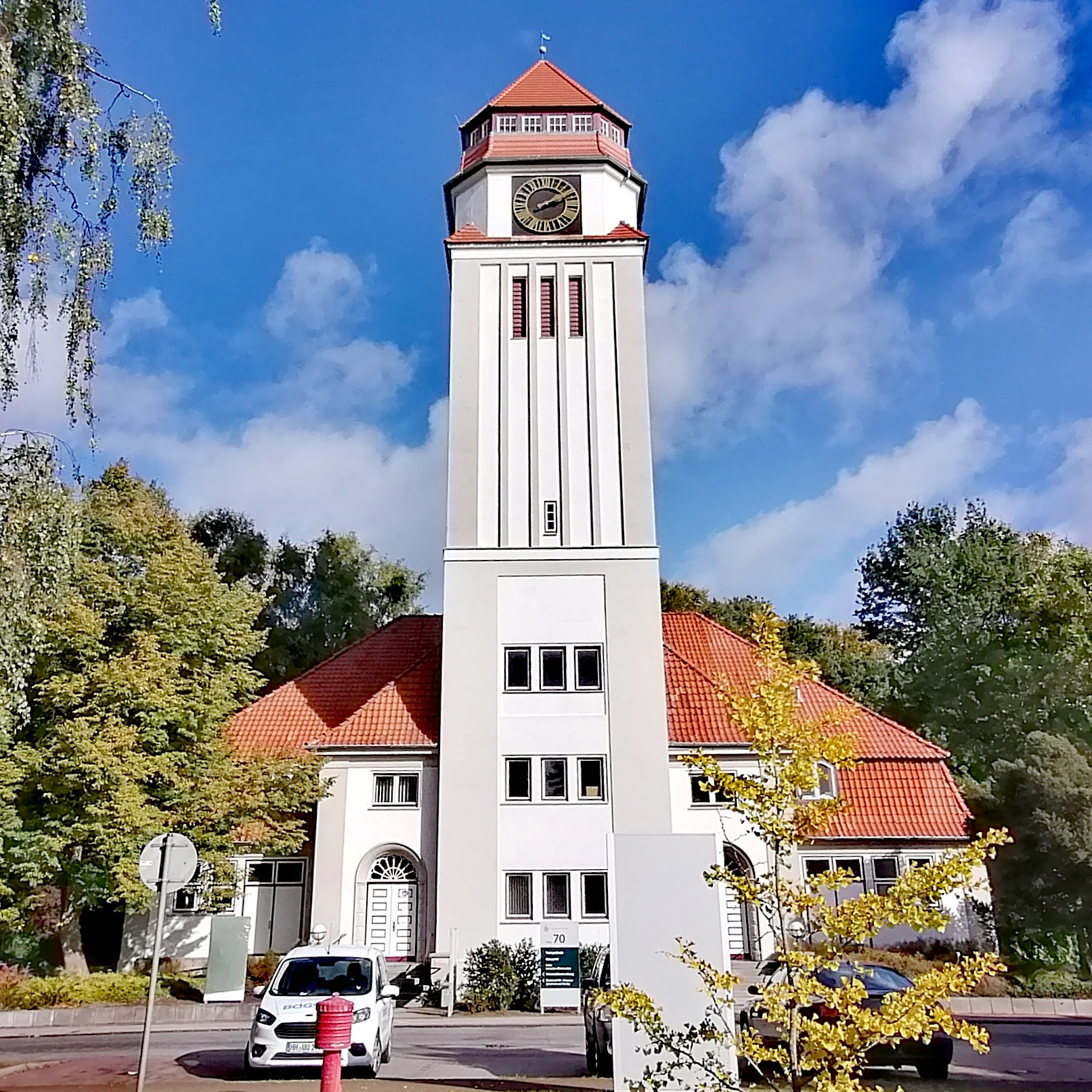
Der Turm der Anstalt

Die Heilanstalt wurde 1912 nach den Entwürfen von Carl Mühlenpfordt durch den Lübecker Oberbaurat Johannes Baltzer im Stil der Heimatschutzarchitektur unter thematischer Anlehnung an die großen Gutsanlagen in Ostholstein auf dem Gelände des Lübecker Stadtgutes Strecknitz errichtet. Das Reform-Konzept fand breite Anerkennung und die Anstalt betreute 1500 Patienten. Ein mit der Schwesterstadt Hamburg geschlossener Staatsvertrag führte 1930 zur Erweiterung der Bettenkapazität auf Kosten Hamburgs um 400 Betten, die mit Patienten aus Hamburg belegt wurden, die dort wegen Überfüllung der entsprechenden Einrichtungen nicht mehr aufgenommen werden konnten.
Im September 1941 wurden 605 Insassen der Heilanstalt Strecknitz auf Veranlassung der Nationalsozialisten abgeholt, nach Eichberg bzw. auch nach Weilmünster in Hessen gebracht und dort ermordet (Aktion Brandt).

## Umnutzung
Die so frei gewordenen Gebäude wurden 1943 mit Opfern der Luftangriffe auf Hamburg im Rahmen der Operation Gomorrha belegt und als Hamburger Ausweichkrankenhaus genutzt, da das dortige Krankenhaus Eilbek zerstört war. Noch im Krieg erfolgte die Umnutzung zum Krankenhaus Ost der Hansestadt Lübeck, deren Bevölkerungszahl zunächst durch die Rüstungsindustrie, dann aber zunehmend durch den Zustrom von Flüchtlingen sich über den Krieg nahezu verdoppelte. Aus dem Städtischen Krankenhaus Ost wurde die Medizinische Akademie und damit die heutige Universität. Die verbliebenen Gebäude werden so heute von der Universität zu Lübeck und dem Universitätsklinikum Schleswig-Holstein genutzt, der Wasser- und Uhrenturm der ehemaligen Heilanstalt ist heute das gemeinsame Mahnmal und Wahrzeichen. Er erhielt 1912 die 1650 vom Ratsgießer Anton Wiese gegossene Rats- und Kinderglocke der Marienkirche.